# Rolua
Rolua là một chi bướm đêm thuộc họ Noctuidae.